# Les Planes (Clariana de Cardener)
Les Planes és una masia situada al municipi de Clariana de Cardener, a la comarca catalana del Solsonès. Es té constància de l'edificació des del segle xv, tot i que l'edificació actual apunta al segle xix.
És una construcció habitual a la comarca, fet de pedra i teula. Està fet amb paredat i morter, carreus escairats en cantonades i obertures, amb part dels dentells de fusta, i la coberta a dos vessants. Té coberts adossats i propers de blocs i morter parcialment arrebossats.
La masia es troba a 451 m d'altitud, a tocar del Cardener en el punt del canvi de comarca amb el Bages, a uns 600 metres del pont de Buida-sacs. La casa s'envolta de camps de conreu que limiten amb bosquines d'arbres caducifolis joves i la carretera C-55. És un paisatge agroforestal de presència d'infraestructura de comunicació.